# Elimination Chamber (2012)
Elimination Chamber (2012) (hay No Escape (2012) ở Đức) là một sự kiện pay-per-view (PPV) đấu vật chuyên nghiệp sản xuất bởi WWE. Đây là sự kiện thứ 3 trong chuỗi sự kiện Elimination Chamber, diễn ra vào ngày 19 tháng 2 năm 2012 tại Bradley Center ở Milwaukee, Wisconsin.
Có 6 trận đấu diễn ra trong sự kiện, trong đó 5 trận được phát sóng trong pay-per-view. Trong sự kiện chính, John Cena đánh bại Kane trong Trận đấu Xe cứu thương.
Sự kiện thu hút 178.000 lượt mua pay-per-view, giảm so với 199.000 lượt mua tại sự kiện năm trước.

## Kết quả
| #                                                                                | Kết quả | Thể loại                                                              | Thời gian |
| -------------------------------------------------------------------------------- | --- | --------------------------------------------------------------------- | --------- |
| 1D                                                                               | Hunico (cùng với Camacho) đánh bại Alex Riley                                                                   | Trận đấu đơn                                                          | Không rõ  |
| 2                                                                                | CM Punk (c) đánh bại Chris Jericho, Dolph Ziggler (cùng với Vickie Guerrero), Kofi Kingston, The Miz và R-Truth | Trận đấu Elimination Chamber tranh đai WWE Championship               | 32:39     |
| 3                                                                                | Beth Phoenix (c) đánh bại Tamina Snuka                                                                          | Trận đấu đơn tranh đai WWE Divas Championship                         | 07:19     |
| 4                                                                                | Daniel Bryan (c) đánh bại Big Show, Cody Rhodes, The Great Khali, Santino Marella và Wade Barrett               | Trận đấu Elimination Chamber tranh đai World Heavyweight Championship | 34:04     |
| 5                                                                                | Jack Swagger (c) (cùng với Vickie Guerrero) đánh bại Justin Gabriel (cùng với Hornswoggle) bằng đòn khóa        | Trận đấu đơn tranh đai WWE United States Championship                 | 3:48      |
| 6                                                                                | John Cena đánh bại Kane                                                                                         | Trận đấu xe cứu thương                                                | 21:21     |
| - (c) – chỉ người vô địch bước vào trận đấu - D – chỉ trận đấu là một dark match | |                                                                       |           |

### Thứ tự vào và loại trong Elimination Chamber (WWE)
| Thứ tự loại | Đô vật        | Thứ tự vào | Bị loại bởi   | Hình thức loại                                     | Time  |
| ----------- | ------------- | ---------- | ------------- | -------------------------------------------------- | ----- |
| 1           | R-Truth       | 4          | CM Punk       | Bị đè sau đòn diving elbow drop                    | 11:38 |
| 2           | Dolph Ziggler | 3          | Chris Jericho | Bị đè sau đòn Codebreaker                          | 21:15 |
| 3           | Kofi Kingston | 2          | Chris Jericho | Đập tay sau đòn Liontamer                          | 26:58 |
| 4           | Chris Jericho | 6          | N/A           | Không thể tiếp tục sau khi bị Punk đá ra khỏi lồng | 28:09 |
| 5           | The Miz       | 5          | CM Punk       | Bị đè sau đòn Go to Sleep                          | 32:39 |
| Thắng cuộc  | CM Punk (c)   | 1          |               |                                                    |       |

### Thứ tự vào và loại trong Elimination Chamber (World Heavyweight)
| Thứ tự loại | Đô vật           | Thứ tự vào | Bị loại bởi     | Hình thức loại                             | Thời gian |
| ----------- | ---------------- | ---------- | --------------- | ------------------------------------------ | --------- |
| 1           | The Great Khali  | 5          | Big Show        | Bị đè sau đòn spear                        | 19:25     |
| 2           | Big Show         | 1          | Cody Rhodes     | Bị đè sau đòn diving elbow drop từ Barrett | 24:37     |
| 3           | Cody Rhodes      | 3          | Santino Marella | Bị đè sau đòn roll-up                      | 25:00     |
| 4           | Wade Barrett     | 2          | Santino Marella | Bị đè sau đòn diving headbutt từ Bryan     | 30:37     |
| 5           | Santino Marella  | 4          | Daniel Bryan    | Đập tay sau đòn LeBell Lock                | 34:04     |
| Thắng cuộc  | Daniel Bryan (c) | 6          |                 |                                            |           |

## Nhân sự trên màn ảnh khác
| Bình luận viên - Booker T - Michael Cole - Jerry Lawler - Marcelo Rodríguez (tiếng Tây Ban Nha) - Carlos Cabrera (tiếng Tây Ban Nha) Người phỏng vấn - Josh Mathews | Ring announcer - Justin Roberts Trọng tài - Mike Chioda - John Cone - Scott Armstrong - Jack Doan |